# Seznam izraelskih šahovskih velemojstrov
Seznam izraelskih šahovskih velemojstrov.

## B
- Tal Baron

## G
- Boris Gelfand
- Alon Greenfeld

## K
- Ala Kušnir

## P
- Gil Popilski

## S
- Emil Sutovsky
- Ilya Smirin